# ادوارد جاغینیان
ادوارد سورنی جاغینیان (ارمنی: Էդուարդ Սուրենի Ջաղինյան؛ زادهٔ ۱۲ مهٔ ۱۹۵۱) یک  سیاستمدار اهل ارمنستان است که از تاریخ ۱۹۹۰ تا تاریخ ۱۹۹۵ سمت نمایندگی دوره اول شورای عالی جمهوری ارمنستان را برعهده داشت.

## زندگی‌نامه
در 	۱۲ مهٔ ۱۹۵۱ ‏در ارمنستان به دنیا آمد . 